# Marie Elise Kayser

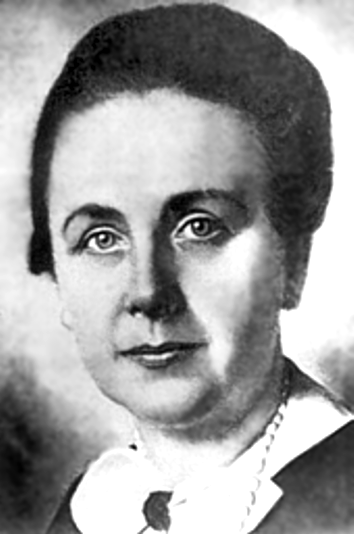
Marie Elise Kayser

Marie Elise Kayser (* 28. November 1885 in Görlitz; † 6. September 1950 in Erfurt) war eine deutsche Kinderärztin und Begründerin der Frauenmilchsammelstellen in Deutschland, aus denen sich die heutigen Frauenmilchbanken entwickelten.

## Leben und Wirken
Marie Elise Kayser wurde 1885 als siebentes von acht Kindern des Geheimen Baurats Ernst Schubert geboren. Ihre Kindheit verbrachte sie in Sorau und Berlin. 1906 legte sie ihr Abitur ab. Sie studierte dann Medizin in Berlin und Jena, zwischenzeitlich ein Semester in Rom. Ihr Staatsexamen absolvierte sie 1911, im selben Jahr wurde sie als erste Frau an der Medizinischen Fakultät der Thüringischen Landesuniversität in Jena promoviert. Von 1911 bis 1912 war sie Medizinalpraktikantin in Magdeburg. Anschließend absolvierte sie eine kinderärztliche Ausbildung in Heidelberg bei Ernst Moro, um danach wieder nach Magdeburg zurückzukehren. Hier arbeitete sie zunächst in der Säuglingsfürsorge, später zehn Jahre in eigener kinderärztlicher Praxis.
1914 heiratete sie den Frauenarzt Konrad Kayser, beide hatten zusammen drei Kinder. Ein reichlicher Milchüberschuss während ihrer eigenen Stillzeiten brachte Marie Elise Kayser auf die Idee der Sammlung und Konservierung von Muttermilch. Am 19. Mai 1919 richtete sie im Krankenhaus Altstadt in Magdeburg an der Säuglingsabteilung unter Hans Vogt, einem Schüler von Adalbert Czerny, die erste Frauenmilchsammelstelle Deutschlands ein. 1923 wurde diese infolge der wirtschaftlichen Situation geschlossen, am 1. Mai 1936 an der Landesfrauenklinik Magdeburg jedoch wieder eingerichtet.

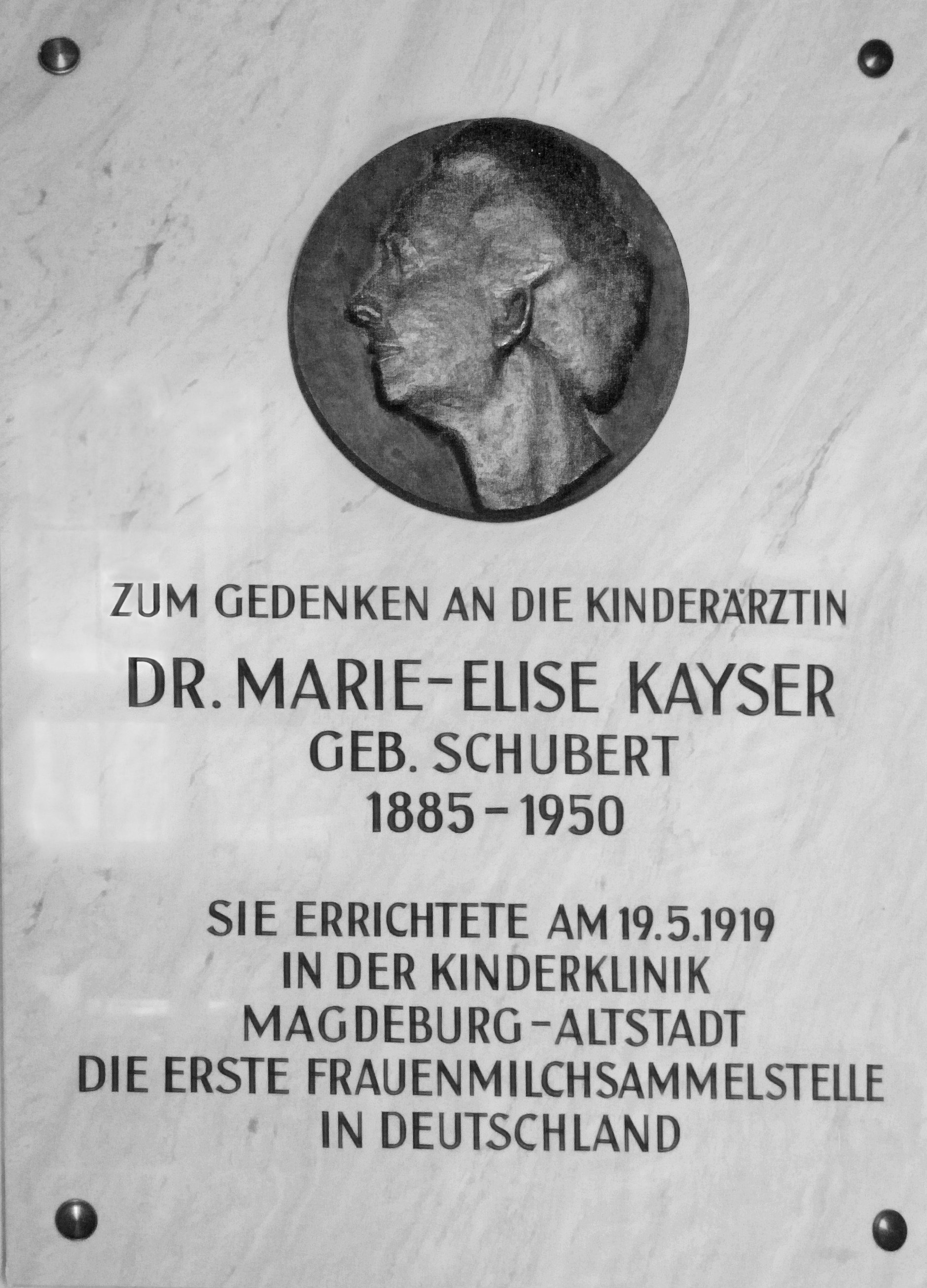
Gedenktafel im Gebäude der ehemaligen Landesfrauenklinik Magdeburg

1925 ging Marie Elise Kayser nach Erfurt, wo ihr Mann die Leitung der dortigen Landesfrauenklinik übernahm. Hier richtete sie 1927 eine weitere Frauenmilchsammelstelle ein, deren Leitung sie übernahm. Aufgrund des Erfolgs wurden nach ihrem Vorbild in den 1930er und 1940er Jahren weitere Frauenmilchsammelstellen in nahezu allen deutschen Großstädten, aber auch in Finnland, den USA, in Argentinien und der Sowjetunion eingerichtet. 1939 veröffentlichte Kayser den Leitfaden für die Errichtung und den Betrieb von Frauenmilchsammelstellen, der in mehrere andere Sprachen übersetzt wurde. Die Verordnung über Frauenmilchsammelstellen von 1941 schuf die gesetzlichen Voraussetzungen, die noch heute gelten.
Marie Elise Kayser starb 1950 im Alter von 64 Jahren in Erfurt.

## Schriften (Auswahl)
- Frauenmilchsammelstellen: Ein Leitfaden für deren Einrichtung und Betrieb. Fischer Verlag, Jena, 1940
- Herstellung, Anwendung und Erfolg mit Frauenmilchtrockenpulver. Arch Gynecol Obstet 161 (1936), 382–388, doi:10.1007/BF01725949

## Ehrungen
1951 wurde die Frauenmilchsammelstelle in Erfurt in Marie-Elise-Kayser-Haus umbenannt und mit einer Gedenktafel versehen. Auch an ihrem Geburtshaus in Görlitz erinnert eine Gedenktafel an die Kinderärztin. Anlässlich ihres 50. Todestages wurde im Jahre 2000 in der Landesfrauenklinik Magdeburg ebenfalls eine Gedenktafel angebracht. In Zwickau und Erfurt gibt es eine "Marie-Elise-Kayser-Straße". Ebenfalls in Erfurt trägt die Staatliche Berufsbildende Schule 6 für Gesundheit und Soziales den Namen "Marie-Elise-Kayser-Schule".